# منطقة سولابور
سولابور رمزها «SO» (بالإنجليزية: Solapur)‏ ، هو تقسيم إداري لدولة الهند تتبع ولاية ماهاراشترا (بالإنجليزية: Maharashtra)‏ ، مركزها هو مدينة سولابور (بالإنجليزية: Solapur)‏ عدد سكانها حسب تعداد سنة 2001 هو 3,855,383 نسمة ، مساحتها 14,895 كم² وكثافة السكان 259 لكل كم² .